# 480 km Nürburgringa 1990
480 km Nürburgringa 1990 je bila šesta dirka Svetovnega prvenstva športnih dirkalnikov v sezoni 1990. Odvijala se je 19. avgusta 1990.

## Rezultati
| Poz    | Razred | Št | Moštvo                           | Dirkači                              | Šasija                             | Gume | Krogi |
| Poz    | Razred | Št | Moštvo                           | Dirkači                              | Motor                              | Gume | Krogi |
| ------ | ------ | -- | -------------------------------- | ------------------------------------ | ---------------------------------- | ---- | ----- |
| 1      | C      | 1  | Team Sauber Mercedes             | Jean-Louis Schlesser Mauro Baldi     | Mercedes-Benz C11                  | G    | 106   |
| 1      | C      | 1  | Team Sauber Mercedes             | Jean-Louis Schlesser Mauro Baldi     | Mercedes-Benz M119 5.0L Turbo V8   | G    | 106   |
| 2      | C      | 2  | Team Sauber Mercedes             | Jochen Mass Michael Schumacher       | Mercedes-Benz C11                  | G    | 106   |
| 2      | C      | 2  | Team Sauber Mercedes             | Jochen Mass Michael Schumacher       | Mercedes-Benz M119 5.0L Turbo V8   | G    | 106   |
| 3      | C      | 3  | Silk Cut Jaguar                  | Martin Brundle Alain Ferté           | Jaguar XJR-11                      | G    | 105   |
| 3      | C      | 3  | Silk Cut Jaguar                  | Martin Brundle Alain Ferté           | Jaguar JV6 3.5L Turbo V6           | G    | 105   |
| 4      | C      | 4  | Silk Cut Jaguar                  | Andy Wallace Jan Lammers             | Jaguar XJR-11                      | G    | 105   |
| 4      | C      | 4  | Silk Cut Jaguar                  | Andy Wallace Jan Lammers             | Jaguar JV6 3.5L Turbo V6           | G    | 105   |
| 5      | C      | 23 | Nissan Motorsports International | Mark Blundell                        | Nissan R90CK                       | D    | 103   |
| 5      | C      | 23 | Nissan Motorsports International | Mark Blundell                        | Nissan VHR35Z 3.5L Turbo V8        | D    | 103   |
| 6      | C      | 7  | Joest Porsche Racing             | Bob Wollek Frank Jelinski            | Porsche 962C                       | M    | 103   |
| 6      | C      | 7  | Joest Porsche Racing             | Bob Wollek Frank Jelinski            | Porsche Type-935 3.2L Turbo Flat-6 | M    | 103   |
| 7      | C      | 21 | Spice Engineering                | Costos Los Cor Euser                 | Spice SE90C                        | G    | 102   |
| 7      | C      | 21 | Spice Engineering                | Costos Los Cor Euser                 | Ford Cosworth DFR 3.5L V8          | G    | 102   |
| 8      | C      | 15 | Brun Motorsport                  | Oscar Larrauri Harald Huysman        | Porsche 962C                       | Y    | 102   |
| 8      | C      | 15 | Brun Motorsport                  | Oscar Larrauri Harald Huysman        | Porsche Type-935 3.0L Turbo Flat-6 | Y    | 102   |
| 9      | C      | 24 | Nissan Motorsports International | Kenny Acheson Gianfranco Brancatelli | Nissan R90CK                       | D    | 102   |
| 9      | C      | 24 | Nissan Motorsports International | Kenny Acheson Gianfranco Brancatelli | Nissan VHR35Z 3.5L Turbo V8        | D    | 102   |
| 10     | C      | 13 | Courage Compétition              | Pascal Fabre Lionel Robert           | Cougar C24S                        | G    | 101   |
| 10     | C      | 13 | Courage Compétition              | Pascal Fabre Lionel Robert           | Porsche Type-935 3.0L Turbo Flat-6 | G    | 101   |
| 11     | C      | 33 | Konrad Motorsport Dauer Racing   | Raul Boesel                          | Porsche 962C                       | BF   | 101   |
| 11     | C      | 33 | Konrad Motorsport Dauer Racing   | Raul Boesel                          | Porsche Type-935 3.0L Turbo Flat-6 | BF   | 101   |
| 12     | C      | 9  | Joest Porsche Racing             | "John Winter" Stanley Dickens        | Porsche 962C                       | M    | 100   |
| 12     | C      | 9  | Joest Porsche Racing             | "John Winter" Stanley Dickens        | Porsche Type-935 3.2L Turbo Flat-6 | M    | 100   |
| 13     | C      | 17 | Brun Motorsport                  | Otto Rensing Bernard Santal          | Porsche 962C                       | Y    | 100   |
| 13     | C      | 17 | Brun Motorsport                  | Otto Rensing Bernard Santal          | Porsche Type-935 3.0L Turbo Flat-6 | Y    | 100   |
| 14     | C      | 32 | Konrad Motorsport                | Franz Konrad Harri Toivonen          | Porsche 962C                       | G    | 100   |
| 14     | C      | 32 | Konrad Motorsport                | Franz Konrad Harri Toivonen          | Porsche Type-935 3.0L Turbo Flat-6 | G    | 100   |
| 15     | C      | 12 | Courage Compétition              | Michel Trollé Bernard Thuner         | Cougar C24S                        | G    | 99    |
| 15     | C      | 12 | Courage Compétition              | Michel Trollé Bernard Thuner         | Porsche Type-935 3.0L Turbo Flat-6 | G    | 99    |
| 16     | C      | 27 | Obermaier Racing                 | Jürgen Lässig Otto Altenbach         | Porsche 962C                       | G    | 99    |
| 16     | C      | 27 | Obermaier Racing                 | Jürgen Lässig Otto Altenbach         | Porsche Type-935 3.0L Turbo Flat-6 | G    | 99    |
| 17     | C      | 26 | Obermaier Racing                 | Harald Grohs Jürgen Oppermann        | Porsche 962C                       | G    | 98    |
| 17     | C      | 26 | Obermaier Racing                 | Harald Grohs Jürgen Oppermann        | Porsche Type-935 3.0L Turbo Flat-6 | G    | 98    |
| 18     | C      | 10 | Porsche Kremer Racing            | Bernd Schneider Sarel van der Merwe  | Porsche 962CK6                     | Y    | 98    |
| 18     | C      | 10 | Porsche Kremer Racing            | Bernd Schneider Sarel van der Merwe  | Porsche Type-935 3.0L Turbo Flat-6 | Y    | 98    |
| 19     | C      | 34 | Equipe Alméras Fréres            | Jacques Alméras Jean-Marie Alméras   | Porsche 962C                       | G    | 97    |
| 19     | C      | 34 | Equipe Alméras Fréres            | Jacques Alméras Jean-Marie Alméras   | Porsche Type-935 3.0L Turbo Flat-6 | G    | 97    |
| 20     | C      | 39 | Swiss Team Salamin               | Antoine Salamin Max Cohen-Olivar     | Porsche 962C                       | G    | 96    |
| 20     | C      | 39 | Swiss Team Salamin               | Antoine Salamin Max Cohen-Olivar     | Porsche Type-935 3.0L Turbo Flat-6 | G    | 96    |
| 21     | C      | 35 | Louis Descartes                  | François Migault François Wettling   | ALD C289                           | D    | 86    |
| 21     | C      | 35 | Louis Descartes                  | François Migault François Wettling   | Ford Cosworth DFL 3.3L V8          | D    | 86    |
| 22 DNF | C      | 37 | Toyota Team Tom's                | Geoff Lees Hitoshi Ogawa             | Toyota 90C-V                       | B    | 96    |
| 22 DNF | C      | 37 | Toyota Team Tom's                | Geoff Lees Hitoshi Ogawa             | Toyota R36V 3.6L Turbo V8          | B    | 96    |
| 23 DNF | C      | 16 | Brun Motorsport                  | Jésus Pareja Walter Brun             | Porsche 962C                       | Y    | 90    |
| 23 DNF | C      | 16 | Brun Motorsport                  | Jésus Pareja Walter Brun             | Porsche Type-935 3.0L Turbo Flat-6 | Y    | 90    |
| 24 DNF | C      | 11 | Porsche Kremer Racing Convector  | Anthony Reid Eje Elgh                | Porsche 962C                       | D    | 72    |
| 24 DNF | C      | 11 | Porsche Kremer Racing Convector  | Anthony Reid Eje Elgh                | Porsche Type-935 3.0L Turbo Flat-6 | D    | 72    |
| 25 DNF | C      | 14 | Richard Lloyd Racing             | Manuel Reuter Steven Andskär         | Porsche 962C GTi                   | G    | 71    |
| 25 DNF | C      | 14 | Richard Lloyd Racing             | Manuel Reuter Steven Andskär         | Porsche Type-935 3.0L Turbo Flat-6 | G    | 71    |
| 26 DNF | C      | 28 | Chamberlain Engineering          | Nick Adams Charles Zwolsman          | Spice SE89C                        | G    | 65    |
| 26 DNF | C      | 28 | Chamberlain Engineering          | Nick Adams Charles Zwolsman          | Ford Cosworth DFZ 3.5L V8          | G    | 65    |
| 27 DNF | C      | 36 | Toyota Team Tom's                | Johnny Dumfries Roberto Ravaglia     | Toyota 90C-V                       | B    | 50    |
| 27 DNF | C      | 36 | Toyota Team Tom's                | Johnny Dumfries Roberto Ravaglia     | Toyota R36V 3.6L Turbo V8          | B    | 50    |
| 28 DNF | C      | 40 | The Berkeley Team London         | Ranieri Randaccio Pasquale Barberio  | Spice SE89C                        | G    | 49    |
| 28 DNF | C      | 40 | The Berkeley Team London         | Ranieri Randaccio Pasquale Barberio  | Ford Cosworth DFZ 3.5L V8          | G    | 49    |
| 29 DNF | C      | 8  | Joest Porsche Racing             | Jonathan Palmer Hans-Joachim Stuck   | Porsche 962C                       | M    | 16    |
| 29 DNF | C      | 8  | Joest Porsche Racing             | Jonathan Palmer Hans-Joachim Stuck   | Porsche Type-935 3.2L Turbo Flat-6 | M    | 16    |
| DNS    | C      | 22 | Spice Engineering                | Costos Los Cor Euser                 | Spice SE90C                        | G    | -     |
| DNS    | C      | 22 | Spice Engineering                | Costos Los Cor Euser                 | Ford Cosworth DFR 3.5L V8          | G    | -     |
| DNQ    | C      | 6  | Joest Racing                     | Jean-Louis Ricci                     | Porsche 962C                       | D    | -     |
| DNQ    | C      | 6  | Joest Racing                     | Jean-Louis Ricci                     | Porsche Type-935 3.0L Turbo Flat-6 | D    | -     |
| DNQ    | C      | 30 | GP Motorsport                    | Beppe Gabbiani Richard Jones         | Spice SE90C                        | D    | -     |
| DNQ    | C      | 30 | GP Motorsport                    | Beppe Gabbiani Richard Jones         | Ford Cosworth DFZ 3.5L V8          | D    | -     |
| DNQ    | C      | 41 | Alba Formula Team                | Gianfranco Trombetti Marco Brand     | Alba AR20                          | G    | -     |
| DNQ    | C      | 41 | Alba Formula Team                | Gianfranco Trombetti Marco Brand     | Buick 4.5L V6                      | G    | -     |

## Statistika
- Najboljši štartni položaj - #1 Team Sauber Mercedes - 1:20.344
- Najhitrejši krog - #1 Team Sauber Mercedes - 1:26.092
- Povprečna hitrost - 181.377km/h